# Chlorosterrha dichroma
Chlorosterrha dichroma là một loài bướm đêm trong họ Geometridae.